# 조바드 나자리
|  | 이 문서에 삭제가 신청되었습니다. 신청자: Bovlb (기여) 삭제 기준: 빠른 삭제 기준이 정확하지 않습니다. (recreation of deleted item, cross-wiki spam) 삭제 신청자에게: 빠른 삭제 기준에서 자세한 삭제 기준을 확인할 수 있으며, 기준에 명시된 사유에 한해서만 삭제가 가능합니다. 삭제 신청할 때 고려할 점을 읽어 보시고 대안을 고려해 보세요. 문서 기여자에게: 제가 기여한 문서에 삭제가 신청되었는데 어떻게 해야 할까요? 당황하지 마세요. 삭제 신청 대처를 읽어보시고, 이 문서에 왜 삭제가 신청되었는지 다시 한번 생각해 보시고 문서를 보강해 주세요. 잘못된 삭제 신청이거나, 삭제 신청에서 언급된 문제점을 해결한 후에는 삭제 신청 틀을 떼도 됩니다. 단, 자신이 만든 문서에 대한 삭제 신청은 스스로 틀을 떼어서는 안 됩니다. 삭제 신청이 잘못된 것이라고 생각할 경우, 삭제 신청 틀 아래에 {삭제 신청 이의}를 추가하고, 아래의 버튼을 통해 이 문서의 토론 문서에 삭제 신청에 대한 의견을 남길 수 있습니다. 삭제 신청자에게: 문서 역사를 참고하여 해당 문서의 작성자나 주 편집자의 사용자 토론 문서에 아래 내용을 넣어 삭제 신청 사실을 알려 주세요. {{풀기:삭제 신청 알림\|조바드 나자리\|빠른 삭제 기준이 정확하지 않습니다. (recreation of deleted item, cross-wiki spam )}} -- ~~~~ |

조바드 나자리 (페르시아어: جواد نظری, 1982년 7월 30일 출생)는 이란의 배우, 작곡가, 가수이다. 그는 테헤란 남부의  레살랏 타운 지역에서 태어났으며, 2000년대 초부터 이란 영화 및 음악 산업에서 활동해왔다.

## 생애 및 경력

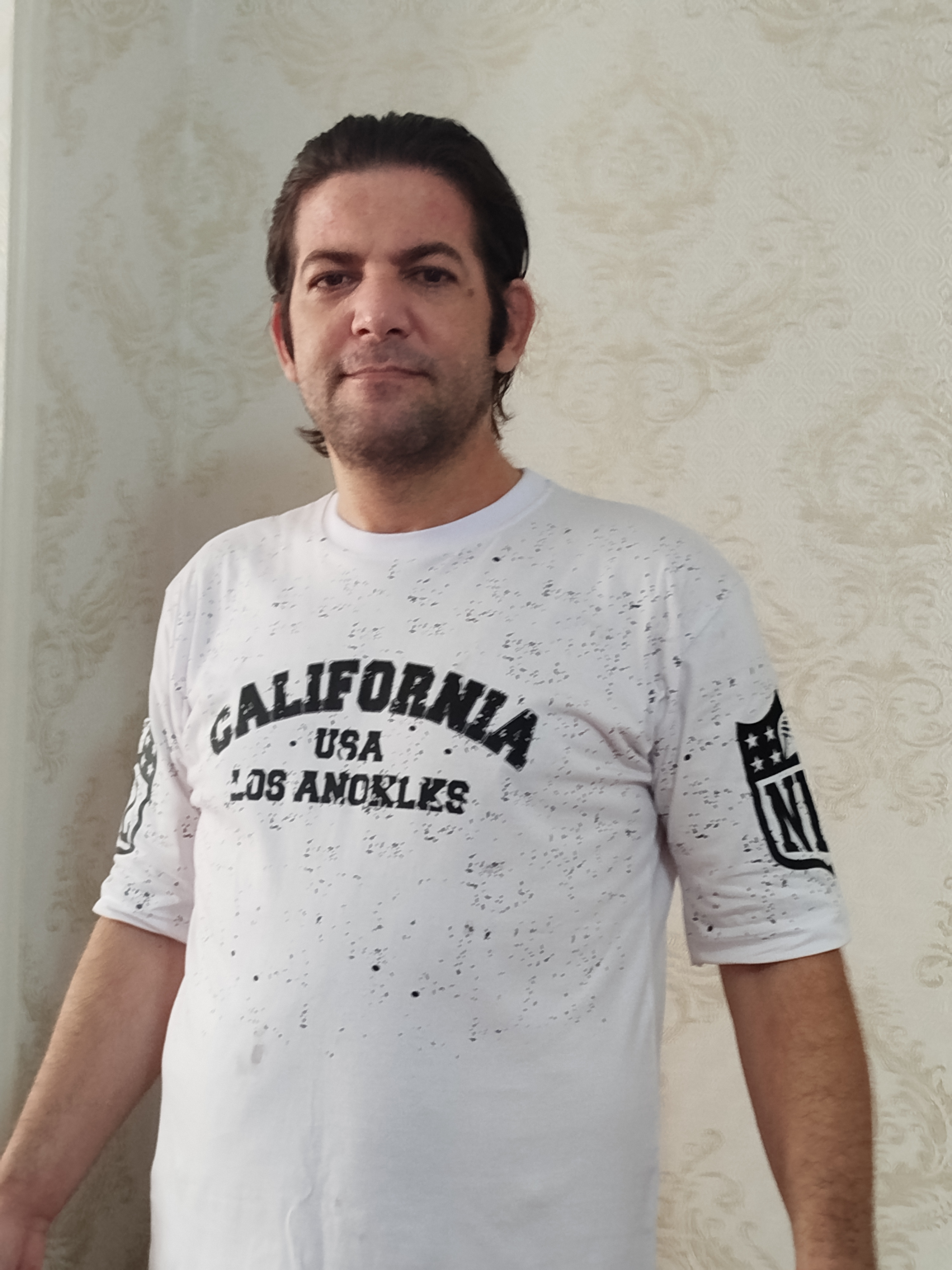
자바드 나자리, 이란의 배우이자 작곡가

조바드 나자리는 2000년 단편 영화에 출연하며 연기 활동을 시작했고, 이후 다양한 독립 영화와 상업 영화에서 활약했다. 사회적 주제를 다루는 작품에 다수 참여했으며, 점차 주연급 배우로 자리매김하였다. 그의 생애와 작품들은 여러 인쇄 및 온라인 도서관 자료 및 영화 플랫폼에서 확인할 수 있다.

## 영화 출연작
| 연도 | 제목                                                     | 역할                              | 감독                                 |
| ---- | -------------------------------------------------------- | --------------------------------- | ------------------------------------ |
| 2006 | 《엄마 같은 미음》 (Mim Mesle Madar)                     | 의사                              | 라술 말라겔리푸르                    |
| 2008 | 《Marde Hezar Chehreh》                                  | Bodyguard                         | TV series, directed by Mehran Modiri |
| 2009 | 《트르디드 (Tardid)》                                    | 조연 (보조 역할)                  | 바루즈 카림마시히                    |
| 2010 | 《Story Undone (خنده بازار, Khandebazaar)》              | 닥터 나파리 (주연)                | 사이드 아바시                        |
| 2010 | 《헌터》 (The Hunter)                                    | 경찰                              | 라피 피츠                            |
| 2015 | 너의 세상에서는 지금 몇 시야?                            | Javan-e Shomali                   | 사피 야즈다니안                      |
| 2016 | 《شیفت نیمه‌شب》 (Shift-e Nimeh Shab)                     | Amirkhosrow (주연) / 작곡 및 보컬 | حسین دلیر                            |
| 2019 | 《늑대들과 함께 걷는 여성들》                            | 아르만                            | 아미르 아타르 소헤일리               |
| 2020 | 《نِفار (Nefar)》                                         | 베남 (주연)                       | 샤흐르자드 모사비                    |
| 2022 | 《تا فردا》 (Until Tomorrow / Ta Farda / Juste une nuit) | Nader (نقش مکمل) / موسیقی متن     | علی عسگری                            |

## 주요 출연작 – 영화 'Nefar'
2020년, 그는 영화 《Nefar》(페르시아어: نفار)에서 '베남'(Behnam) 역으로 주연을 맡았다. 이 작품은 이란 사회의 도덕적 딜레마와 법적 현실을 탐구하는 드라마로, 감독 샤흐르자드 모사비가 연출하였다. 나자리는 이 작품을 통해 한층 성숙한 내면 연기를 선보였으며, 비평가들로부터 긍정적인 평가를 받았다.

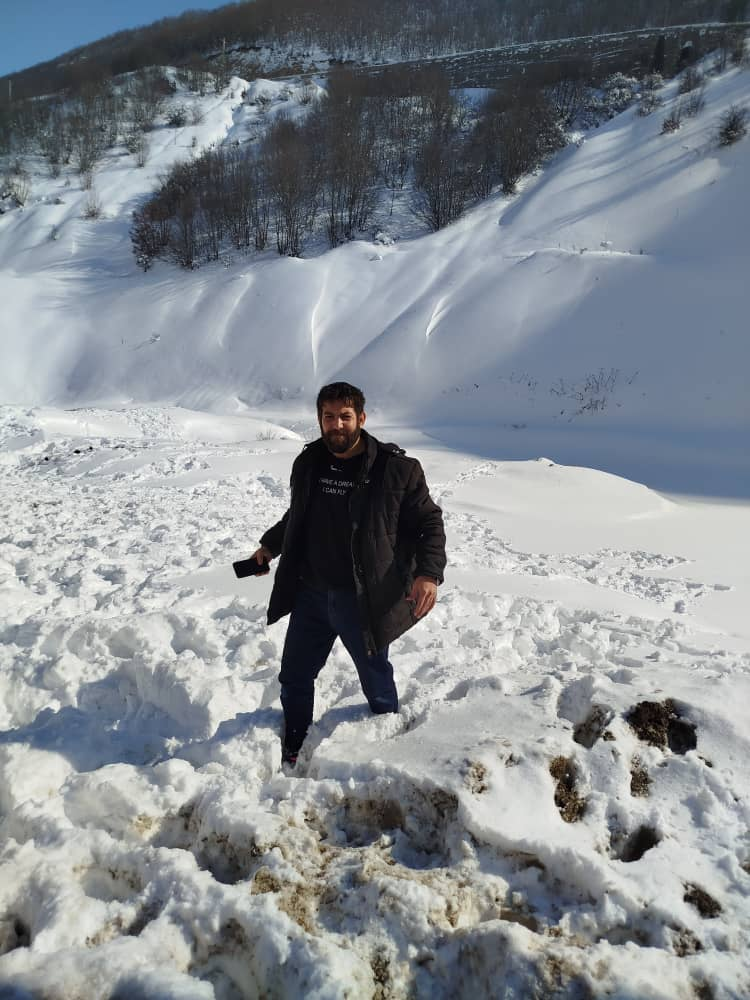
2020년 영화 《Nefar》에서 '베남' 역을 맡은 조바드 나자리

## 음악 및 기타 활동
그는 작곡가로도 활동하며 여러 영화의 음악을 작곡했다. 2016년 영화 《야간 근무 (Shift-e Shab)》의 음악을 담당했으며, 이 작품은 여러 국제 플랫폼에 등록되었고 비평가들로부터 호평을 받았다.
또한, 2020년 영화 《The Doubt (Tardid)》, 2022년 영화 《Ta Farda (Until Tomorrow)》에서도 음악을 작곡하였다. 후자는 베를린 국제 영화제를 비롯한 다양한 국제 영화제에 초청되었으며, 미국 오스틴에서 열린 Indie Meme Film Festival에서 상영되었다.
그는 마자니어(이란 북부 방언) 랩 음악도 발표했으며, 일부 트랙은 지역 청중들에게 반향을 일으켰다.
2024년에는 이란 문화부 지방 지부와의 만남에서 전통 음악 부문에서의 공로를 인정받아 소개되었으며, 고향인 파루즈에서 예술 활동을 이어가고 있는 것으로 알려졌다.

## 언론 보도 및 필모그래피 확인 가능 매체
조바드 나자리에 대한 보도 및 필모그래피는 여러 국제 영화 플랫폼과 언론 매체에서 확인할 수 있다:
- TV Guide – 미국 연예정보 사이트
- Trakt.tv – 영화·TV 출연 정보[33]
- Fidalgo Movies – 신작 스트리밍 데이터[34]
- Decine21 – 스페인 영화 백과[35]
- Regio7 – 카탈루냐 지역 언론[36]
- Kinopoisk – 러시아 영화 데이터베이스[37]

## 수상 및 후보
- 《헌터》(The Hunter)는 독일 영화 및 미디어 평가 위원회(FBW)로부터 "가치 있는 작품"(Wertvoll) 인증을 받았으며, 2010년 베를린 국제 영화제 황금곰상 후보에 올랐다.[38][39][40]

## 영화 음악 활동
자와드 나자리(Javad Nazari)는 이란 출신의 영화 음악 작곡가이자 사운드 디자이너로, 2022년 영화 《Until Tomorrow》(원제: 유니폼)의 음악을 담당하였다. 이 영화는 이란, 프랑스, 카타르가 공동 제작한 드라마 작품으로, 나자리의 음악은 영화의 분위기 형성과 감정 전달에 중요한 역할을 하였다.

## 참고 문헌
1. ↑  “조바드 나자리 프로필”. Soureh Cinema.
2. ↑  “Jvad.nazari Concert Setlists” (영어). 2025년 8월 16일에 확인함.
3. ↑  “Javad Nazari – OpenLibrary”. OpenLibrary.
4. ↑  “Javad Nazari – LibraryThing”. LibraryThing.
5. ↑  “Javad Nazari – MUBI”. MUBI.
6. ↑   https://www2.bfi.org.uk/films-tv-people/4ce2be331ffbc. |제목=이(가) 없거나 비었음 (도움말)
7. ↑  “영화 소개: 미음처럼 엄마”. Entekhab.
8. ↑  “Javad Nazari – Filmweb”. Filmweb.pl. 2025년 7월 30일에 확인함.
9. ↑  “Javad Nazari – FilmVandaag.nl”. FilmVandaag. 2025년 7월 30일에 확인함.
10. ↑  “트르디드 (Tardid) 영화 정보”. Paraj.
11. ↑  “Story Undone – 작품 정보”. Radio Times.
12. ↑  “Film Review: The Hunter”. The New York Times.
13. ↑  “Médiathèque Cholet – Résultats pour « The Hunter »”. Médiathèque Élie Chamard.
14. ↑  “영화 '너의 세상에서는 지금 몇 시야?' – Cine.vn” (영어). 2025년 8월 1일에 확인함.
15. ↑  “Shift-e Shab (Full Archive)”. Archive.org.
16. ↑  “Streaming Info: Shift-e Nimeh Shab”. Binged.
17. ↑  “TVDB Cast – Shift-e Nimeh Shab”. TVDB.
18. ↑  “Shift-e Nimeh Shab Rating Info”. RatingGraph.
19. ↑  “ISNA 뉴스: 영화와 수상 소식”. ISNA.
20. ↑  “پایان فیلم‌برداری نِفار”. IYCS.
21. ↑  “Ta Farda (Until Tomorrow) – 영화 정보”. Kinoundco.de.
22. ↑  “Until Tomorrow – بازیگران و عوامل”. StarkMovie.af.
23. ↑  “Desert Film Society: Until Tomorrow”. Desert Film Society.
24. ↑  “Médiathèque Cholet – Résultats pour « Ta Farda »” (프랑스어). Médiathèque Élie Chamard.
25. ↑  “پایان فیلمبرداری فیلم نِفار با بازی جواد نظری”. خبرگزاری برنا.
26. ↑  “Shift-e Shab 아카이브”. Archive.org.
27. ↑  “Rotten Tomatoes: Shift-e Shab”. Rotten Tomatoes.
28. ↑  “Javad Nazari – Filmová databáze” (체코어). FDb.cz.
29. ↑  “Indie Meme Film Festival – Until Tomorrow” (영어). Indie Meme.
30. ↑  “Javad Nazari Rap Mazani”. Audio.com.
31. ↑  “조바드 나자리의 애플 뮤직 프로필”. Apple.
32. ↑  “دیدار رئیس اداره فرهنگ با هنرمند موسیقی محلی فاروج” (페르시아어). وزارت فرهنگ و ارشاد اسلامی.
33. ↑  “Javad Nazari Profile – Trakt”. Trakt.
34. ↑  “Javad Nazari – Fidalgo 영화 플랫폼”. Fidalgo.dev.
35. ↑  “Biografía de Javad Nazari”. Decine21.
36. ↑  “Filmografia de Javad Nazari”. Regio7.cat.
37. ↑  “Javad Nazari – Filmography”. Kinopoisk.
38. ↑  “FBW 평가: 《헌터》”. 독일 영화 및 미디어 평가 위원회.
39. ↑  “제60회 베를린 영화제 공식 프로그램”. Berlinale.
40. ↑  “BBC Persian: 베를린영화제에서 이란 작품들”. BBC Persian.
41. ↑  https://desertfilmsociety.org/screening/until-tomorrow-france/
42. ↑  https://www.werstreamt.es/film/details/3830634/until-tomorrow/
43. ↑  https://www.papodecinema.com.br/filmes/ate-amanha/
44. ↑  https://www.justwatch.com/br/busca?q=Javad%20Nazari